# Дайлис, Иосиф Львович
Ио́сиф Льво́вич Да́йлис (23 сентября (6 октября) 1893, Кишинёв Бессарабской губернии — 7 декабря 1984, там же) — румынский и молдавский советский скрипач, альтист и музыкальный педагог.

## Биография
Родился в 1893 году в Кишинёве, был одним из восьмерых детей в семье частного поверенного и общественного деятеля Леона Марковича (Лейба-Арона Мордковича) Дайлиса (1855—1928) и Розы Альтеровны (Розалии Александровны) Дайлис (в девичестве Йоэльзон, 1865—1932). Родители заключили брак в Кишинёве в 1888 году. Дед, Альтер Ицкович Йоельзон, был старостой синагоги, владельцем книжного и писчебумажного магазина и библиотеки в Кишинёве на Александровской улице; после его смерти в 1901 году владелицей магазина стала мать Иосифа Дайлиса. Племянник доктора медицины Кальмана Альтеровича (Клементия Александровича) Йоельзона (1851—1911), штатного ординатора и старшего врача хирургического отделения Кишинёвской еврейской больницы, автора научных трудов по офтальмологии.
В 1902—1913 годах обучался в частной кишинёвской музыкальной школе В. П. Гутора по классу педагога В. Салина (1842—1907) и в музыкальном училище кишинёвского отделения Русского музыкального общества по классу скрипки у Иосифа Финкеля. В 1913—1917 годах продолжил обучение в Женевской консерватории у Сезара Томсона, в 1913—1914 годах также специализировался в Брюссельской консерватории у Г. Германа. Одновременно изучал экономические науки в Женевском университете.
По возвращении в Кишинёв в 1917 году преподавал в Кишинёвском музыкальном училище и в частной консерватории (впоследствии «Униря»), в 1918—1922 годах выступал в оркестре «Бессарабской оперы». С 1920 по 1940 год был концертмейстером и солистом оркестра Союза культурных обществ Бухарестской королевской филармонии, в 1926—1940 годах — солистом симфонического оркестра Бухарестской консерватории, в 1934—1940 годах выступал в качестве солиста симфонического оркестра Бухарестского радио, был концертмейстером оркестра Бухарестской оперы (дирижёр — Эджицио Массини).
После присоединения Бессарабии к СССР в 1940 году вернулся в Кишинёв и был назначен профессором и заведующим кафедрой духовых инструментов впервые созданной в городе композитором Д. Г. Гершфельдом государственной консерватории. В военные годы в составе камерного ансамбля концертировал в госпиталях. После войны, когда консерватория была восстановлена, вновь возглавил кафедру духовых инструментов, которой заведовал до 1961 года.
В послевоенные годы и до конца 1960-х годов Иосиф Дайлис был ведущим скрипичным педагогом Молдавии, воспитавшим десятки известных молдавских музыкантов, среди которых З. М. Ткач, Г. А. Ширман, Нухим (Наум) Лозник, Е. С. Клетинич, С. А. Лункевич, Ю. Бершадская, П. Б. Ривилис, М. Цинман, Л. Гаврилов, Л. Гончарук, И. Пономарёва, Е. Бессонова, Л. Бачинин, Г. Сэулеску, Е. Кодрянская, И. Гиледанский, С. Сокольская и многие другие.
И. Л. Дайлис — автор посмертно изданных воспоминаний «Жизнь и музыка» (1992).

## Семья
- Сестра — Мария Львовна Дайлис (в замужестве Бройдо; 1892—1985) — выпускница Кишинёвского музыкального училища (по классу фортепиано Г. Бибер-Гальпериной), Петербургской (1914—1918, по классу Ф. М. Блуменфельда) и Лейпцигской (1912—1914 и 1920—1921) консерваторий, в 1920-х годах — одна из ведущих преподавателей частной кишинёвской консерватории «Униря», затем концертирующая пианистка и преподаватель консерватории Эджицио Массини в Бухаресте и, наконец, в послевоенные годы — преподаватель Кишинёвской консерватории[5][6][7].
- Братья — артист и режиссёр кишинёвского театра кукол «Ликурич» Даниил (Дан) Львович Дайлис (1898—1986), автор книги рассказов и повестей для детей «Скрипка лэутара» (Кишинёв: Литература артистикэ, 1981), переводчик с молдавского языка; Исаак Львович Дайлис (1889—1981) — учёный-медик, социальный гигиенист, профессор Одесского медицинского института, председатель секции книголюбов при одесском Доме учёных; Семён Львович Дайлис (1890—1980), специалист в области проектирования электрооборудования промышленных предприятий (Свердловск).
- Сын — Александр Иосифович Дайлис, молдавский музыковед, концертмейстер, музыкальный педагог.

## Книги И. Л. Дайлиса
- Жизнь и музыка (страницы воспоминаний). Кишинёв: ГУАМ, 1992.